# 圣萨蒂南德吕西扬
圣萨蒂南德吕西扬（法語：Saint-Saturnin-de-Lucian，法語發音：[sɛ̃ satyʁnɛ̃ də lysjɑ̃]）是法国埃罗省的一个市镇，属于洛代沃区。

## 地理
圣萨蒂南德吕西扬（43°41'39"N, 3°28'15"E）面积9.83 平方千米，位于法国奧克西塔尼大區埃罗省，该省份为法国南部沿海省份，南濒地中海，西南接奥德省，西北接塔恩省和阿韦龙省，东北与加尔省接壤。
与圣萨蒂南德吕西扬接壤的市镇（或旧市镇、城区）包括：阿尔博拉、容基耶尔、蒙佩鲁、圣安德烈-德桑戈尼斯、圣吉罗、圣让-德拉布拉基耶尔、圣普里瓦。

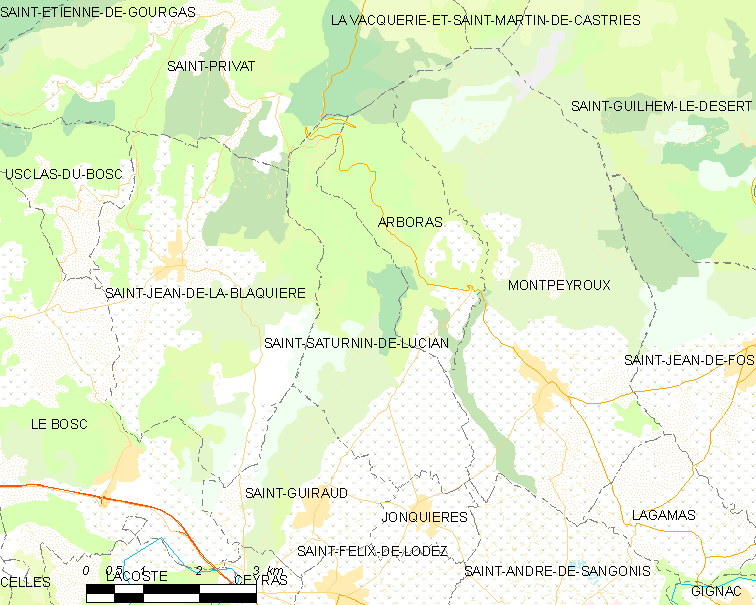
圣萨蒂南德吕西扬的OSM定位图

圣萨蒂南德吕西扬的时区为UTC+01:00、UTC+02:00（夏令时）。

## 行政
圣萨蒂南德吕西扬的邮政编码为34725，INSEE市镇编码为34287。

## 政治
圣萨蒂南德吕西扬所属的省级选区为日尼亚克县。

## 人口

1962-2008年间圣萨蒂南德吕西扬人口变化图示

圣萨蒂南德吕西扬于2022年1月1日时的人口数量为289人。